# Список объектов культурного наследия Белозерска

## Критерии включения
В список вошли все памятники архитектуры (объекты культурного наследия России), находящиеся на территории города Белозерска, в соответствии с «Перечнем объектов культурного наследия федерального и регионального значения, расположенных на территории Вологодской области и состоящих под государственной охраной», «Каталогом памятников недвижимых объектов культурного наследия» и «Проектом зон охраны памятников истории и культуры г. Белозерск (историко-архитектурный опорный план)».

## Структура списка
Памятники архитектуры сформированы общим списком в алфавитном порядке и отсортированы по адресу. Название памятника и датировка указаны согласно «Перечню объектов культурного наследия федерального и регионального значения, расположенных на территории Вологодской области и состоящих под государственной охраной» или по фамилии первого владельца здания. В колонке «Комментарий» указано современное использование памятника, основные сведения по сохранности. В колонке «Категория историко-культурного значения» указаны охранные категории памятника, которые подразделяются на:
- объекты культурного наследия федерального значения (Ф) — имеющие особое значение для истории и культуры Российской Федерации;
- объекты культурного наследия регионального значения (Р) — объекты, имеющие особое значение для истории и культуры субъекта Российской Федерации;
- выявленные объекты культурного наследия (В) — объекты, которые представляют собой историко-культурную ценность и в отношении которых вынесено заключение государственной историко-культурной экспертизы о включении их в реестр как объектов культурного наследия[4].

В основном списке значатся памятники архитектуры, включая памятники федерального значения, регионального значения и выявленные памятники.
В колонке «№» дан номер комплекса памятников.
В колонке «Код памятника и состояние» указан код памятника в «Каталоге памятников недвижимых объектов культурного наследия» и цветом отмечено его современное состояние.
Легенда
| Отреставрирован (отличное) | Хорошее | Аварийное | Утрачен (руины) | Отреставрирован с нарушениями (имитация) |

## Памятники архитектуры Белозерска
| Логотип конкурса «Вики любит памятники» | Объект культурного наследия: № 3500125000 |

| Логотип конкурса «Вики любит памятники» | Объект культурного наследия: № 3510091000 |

| Логотип конкурса «Вики любит памятники» | Объект культурного наследия: № 3500127000 |

| Логотип конкурса «Вики любит памятники» | Объект культурного наследия: № 3500124000 |

| Логотип конкурса «Вики любит памятники» | Объект культурного наследия: № 3510092000 |

| Логотип конкурса «Вики любит памятники» | Объект культурного наследия: № 3500136000 |

| Логотип конкурса «Вики любит памятники» | Объект культурного наследия: № 3500002485 |

| Логотип конкурса «Вики любит памятники» | Объект культурного наследия: № 3500137000 |

| Логотип конкурса «Вики любит памятники» | Объект культурного наследия: № 3500138000 |

| Логотип конкурса «Вики любит памятники» | Объект культурного наследия: № 3500002484 |

| Логотип конкурса «Вики любит памятники» | Объект культурного наследия: № 3500002479 |

| Логотип конкурса «Вики любит памятники» | Объект культурного наследия: № 3500002480 |

| Логотип конкурса «Вики любит памятники» | Объект культурного наследия: № 3500129000 |

| Логотип конкурса «Вики любит памятники» | Объект культурного наследия: № 3500130000 |

| Логотип конкурса «Вики любит памятники» | Объект культурного наследия: № 3510093000 |

| Логотип конкурса «Вики любит памятники» | Объект культурного наследия: № 3510093001 |

| Логотип конкурса «Вики любит памятники» | Объект культурного наследия: № 3510093002 |

| Логотип конкурса «Вики любит памятники» | Объект культурного наследия: № 3510093003 |

| Логотип конкурса «Вики любит памятники» | Объект культурного наследия: № 3500002481 |

| Логотип конкурса «Вики любит памятники» | Объект культурного наследия: № 3500002482 |

| Логотип конкурса «Вики любит памятники» | Объект культурного наследия: № 3500131000 |

| Логотип конкурса «Вики любит памятники» | Объект культурного наследия: № 3500132000 |

| Логотип конкурса «Вики любит памятники» | Объект культурного наследия: № 3500343000 |

| Логотип конкурса «Вики любит памятники» | Объект культурного наследия: № 3500134000 |

| Логотип конкурса «Вики любит памятники» | Объект культурного наследия: № 3500139000 |

| Логотип конкурса «Вики любит памятники» | Объект культурного наследия: № 3500140000 |

| Логотип конкурса «Вики любит памятники» | Объект культурного наследия: № 3500002486 |

| Логотип конкурса «Вики любит памятники» | Объект культурного наследия: № 3500002487 |

| Логотип конкурса «Вики любит памятники» | Объект культурного наследия: № 3500141000 |

| Логотип конкурса «Вики любит памятники» | Объект культурного наследия: № 3500141001 |

| Логотип конкурса «Вики любит памятники» | Объект культурного наследия: № 3500141002 |

| Логотип конкурса «Вики любит памятники» | Объект культурного наследия: № 3500141003 |

| Логотип конкурса «Вики любит памятники» | Объект культурного наследия: № 3500141004 |

| Логотип конкурса «Вики любит памятники» | Объект культурного наследия: № 3500141005 |

| Логотип конкурса «Вики любит памятники» | Объект культурного наследия: № 3500141006 |

| Логотип конкурса «Вики любит памятники» | Объект культурного наследия: № 3500142000 |

| Логотип конкурса «Вики любит памятники» | Объект культурного наследия: № 3500143000 |

| Логотип конкурса «Вики любит памятники» | Объект культурного наследия: № 3500147000 |

| Логотип конкурса «Вики любит памятники» | Объект культурного наследия: № 3500148000 |

| Логотип конкурса «Вики любит памятники» | Объект культурного наследия: № 3500002494 |

| Логотип конкурса «Вики любит памятники» | Объект культурного наследия: № 3500169000 |

| Логотип конкурса «Вики любит памятники» | Объект культурного наследия: № 3500170000 |

| Логотип конкурса «Вики любит памятники» | Объект культурного наследия: № 3500002488 |

| Логотип конкурса «Вики любит памятники» | Объект культурного наследия: № 3500002489 |

| Логотип конкурса «Вики любит памятники» | Объект культурного наследия: № 3500144000 |

| Логотип конкурса «Вики любит памятники» | Объект культурного наследия: № 3500002491 |

| Логотип конкурса «Вики любит памятники» | Объект культурного наследия: № 3510095000 |

| Логотип конкурса «Вики любит памятники» | Объект культурного наследия: № 3510095001 |

| Логотип конкурса «Вики любит памятники» | Объект культурного наследия: № 3510095002 |

| Логотип конкурса «Вики любит памятники» | Объект культурного наследия: № 3510095003 |

| Логотип конкурса «Вики любит памятники» | Объект культурного наследия: № 3510095004 |

| Логотип конкурса «Вики любит памятники» | Объект культурного наследия: № 3510095005 |

| Логотип конкурса «Вики любит памятники» | Объект культурного наследия: № 3500150000 |

| Логотип конкурса «Вики любит памятники» | Объект культурного наследия: № 3500150001 |

| Логотип конкурса «Вики любит памятники» | Объект культурного наследия: № 3500150002 |

| Логотип конкурса «Вики любит памятники» | Объект культурного наследия: № 3500151000 |

| Логотип конкурса «Вики любит памятники» | Объект культурного наследия: № 3500344000 |

| Логотип конкурса «Вики любит памятники» | Объект культурного наследия: № 3500002492 |

| Логотип конкурса «Вики любит памятники» | Объект культурного наследия: № 3500152000 |

| Логотип конкурса «Вики любит памятники» | Объект культурного наследия: № 3500154000 |

| Логотип конкурса «Вики любит памятники» | Объект культурного наследия: № 3500156000 |

| Логотип конкурса «Вики любит памятники» | Объект культурного наследия: № 3500153000 |

| Логотип конкурса «Вики любит памятники» | Объект культурного наследия: № 3500155000 |

| Логотип конкурса «Вики любит памятники» | Объект культурного наследия: № 3500155001 |

| Логотип конкурса «Вики любит памятники» | Объект культурного наследия: № 3500155002 |

| Логотип конкурса «Вики любит памятники» | Объект культурного наследия: № 3500157000 |

| Логотип конкурса «Вики любит памятники» | Объект культурного наследия: № 3500158000 |

| Логотип конкурса «Вики любит памятники» | Объект культурного наследия: № 3500159000 |

| Логотип конкурса «Вики любит памятники» | Объект культурного наследия: № 3500149000 |

| Логотип конкурса «Вики любит памятники» | Объект культурного наследия: № 3500002493 |

| Логотип конкурса «Вики любит памятники» | Объект культурного наследия: № 3500160000 |

| Логотип конкурса «Вики любит памятники» | Объект культурного наследия: № 3500160001 |

| Логотип конкурса «Вики любит памятники» | Объект культурного наследия: № 3500160002 |

| Логотип конкурса «Вики любит памятники» | Объект культурного наследия: № 3500161000 |

| Логотип конкурса «Вики любит памятники» | Объект культурного наследия: № 3500162000 |

| Логотип конкурса «Вики любит памятники» | Объект культурного наследия: № 3500163000 |

| Логотип конкурса «Вики любит памятники» | Объект культурного наследия: № 3500164000 |

| Логотип конкурса «Вики любит памятники» | Объект культурного наследия: № 3500165000 |

| Логотип конкурса «Вики любит памятники» | Объект культурного наследия: № 3500166000 |

| Логотип конкурса «Вики любит памятники» | Объект культурного наследия: № 3500167000 |

| Логотип конкурса «Вики любит памятники» | Объект культурного наследия: № 3500168000 |

| Логотип конкурса «Вики любит памятники» | Объект культурного наследия: № 3510094000 |

| Логотип конкурса «Вики любит памятники» | Объект культурного наследия: № 3510094001 |

| Логотип конкурса «Вики любит памятники» | Объект культурного наследия: № 3510094002 |

## Памятники истории Белозерска
| Логотип конкурса «Вики любит памятники» | Объект культурного наследия: № 3530001000 |

| Логотип конкурса «Вики любит памятники» | Объект культурного наследия: № 3530054000 |

## Памятники археологии Белозерска
| №                                       | Изображение                               | Наименование памятника     | Датировка памятника | Адрес                                   | Категория ИКЗ | Код памятника и состояние                 |
| --------------------------------------- | ----------------------------------------- | -------------------------- | ------------------- | --------------------------------------- | ------------- | ----------------------------------------- |
| 1                                       |                                           | Городище «Белозерский вал» | XV век              | наб. П. К. Георгиевского, Советский пр. | Ф             | Объект культурного наследия: № 3510090000 |
| Логотип конкурса «Вики любит памятники» | Объект культурного наследия: № 3510090000 |                            |                     |                                         |               |                                           |

## Объекты, не включённые в основной список
Ниже представлен список объектов, не включённых в список объектов культурного наследия, но представляющих исторический интерес.
| № | Изображение | Наименование памятника | Датировка памятника | Адрес | Комментарий |
| - | ----------- | ---------------------- | ------------------- | ----- | ----------- |
| 1 |             |                        |                     |       |             |